# Lawrence H. Gipson
Laurent Henry Gipson (7 décembre 1880 – 26 septembre 1971) est un historien américain. Il remporte en 1950 le prix Bancroft et en 1962 le prix Pulitzer d'histoire, pour le quinzième volume de son ouvrage intitulé The British Empire Before the American Revolution, publié entre 1936 et 1970. Il est l'une des figures de la Imperial school, qui se concentre sur l'étude de l'Empire britannique, depuis la perspective londonienne.

## Carrière
Né le 7 décembre 1880 à Greeley, dans le Colorado, Gipson déménage avec sa famille à Caldwell, Idaho, quand il est encore enfant. Après avoir décroché du lycée, il fait divers petits boulots (mineur, conducteur de diligence), et travaille aussi dans l'entreprise familiale, Caxton Press, qui publie l'Idaho Odd Fellow, le  Gem State Rural  et Livestock Farmer.
Gipson est diplômé de l'université de l'Idaho en 1903. Il est sélectionné pour être l'un des premiers boursiers du programme Rhodes. Il reçoit son bachelor's degree à Oxford, en 1907.
De retour aux États-Unis, il enseigne au College of Idaho pour trois ans et épouse en 1909 Jeannette Reed (morte en 1967). Il travaille ensuite à l'université Yale, y enseignant comme Farnham Fellow de 1910 à 1911, avant d'être nommé à la tête du département d'histoire du Wabash College, poste qu'il occupe jusqu'en 1924. Tout en enseignant à Wabash, il obtient son doctorat à Yale en 1918. Il travaille avec le spécialiste de l'histoire coloniale américaine Charles M. Andrews et a reçoit le prix John Addison Porter en 1918, remis par son université.
En 1924, Gipson est nommé professeur d'histoire à l'université Lehigh, un poste qu'il occupe jusqu'à sa mort. Même s'il est surtout connu pour ses travaux sur l'Amérique coloniale, et sa place dans l'Empire Britannique, ses deux premières publications traitent de la Guerre de Sécession et de la Reconstruction. Son travail sur Andrew Johnson (« The Statesmanship of President Johnson: A Study of the Presidential Reconstruction Policy ») est publié dans le Mississippi Valley Historical Review en décembre 1915, et « The Collapse of the Confederacy », dans la même revue, en mars 1918. Sa thèse de doctorat, écrite sous la direction de Charles M. Andrews, est acceptée en 1918 et publiée deux ans plus tard par les Yale University Press sous le titre Jared Ingersoll: A Study of American Loyalism in Relation to British Colonial Government. Il reçoit pour ce travail le prix Justin Winsor, remis par l'American Historical Association. Il rédige sept entrées pour le Dictionary of American Biography, et trois articles pour le Dictionary of American History.
Son œuvre majeure est sa série en quinze volumes intitulée The British Empire Before the American Revolution et publiée entre 1936 et 1970. les trois premiers volumes ont été publiés par The Caxton Printers à Caldwell, dans l'Idaho, l'imprimerie de son frère. Les autres volumes sont publiés par Alfred A. Knopf, à New York. Gipson passe plusieurs décennies à travailler à ce projet, l'achevant quelques mois avant sa mort. Trois volumes de cette série ont reçu des prix historiques importants :
- The Great War for the Empire: The Years of Defeat, 1754-1757 (volume 6) - Columbia University - Prix Loubat ;
- The Great War for the Empire: The Victorious Years, 1758-1760 (volume 7) - prix Bancroft en 1950 ;
- The Triumphant Empire: Thunderclouds Gather in the West, 1763-1766 (volume 10) - prix Pulitzer d'histoire en 1962[1].

Gipson considère que la Révolution américaine est une conséquence directe des changements survenus dans l'Empire Britannique après 1763, à la suite de la victoire anglaise dans la Guerre de Sept Ans, qu'il nomme « La Grande Guerre pour l'Empire ». Cette thèse est succinctement présentée dans son article « The American Revolution as an Aftermath of the Great War for the Empire, 1754-1763 », publié en mars 1950, dans la revue Political Science Quarterly. D'autre part, Il rend hommage à son mentor Charles McLean Andrews dans un article intitulé « Charles McLean Andrews and the Re-orientation of the Study of American Colonial History », paru en juillet 1935 dans le Pennsylvania Magazine of History and Biography.
L'un des dernières publications de Lawrence H. Gipson est l'introduction d'un festschrift en 1969 dédié à Ross J. S. Hoffman, un professeur d'histoire à l'université Fordham.  Gipson y écrit qu'il appartient à l'Église congrégationaliste, et qu'il descendant du prédicateur William Brewster, alors que Hoffman s'est converti au Catholicisme, fervent défenseur de sa foi ; ce qui n'empêche pas les deux hommes d'êtres amis.
Lawrence H. Gipson meurt le 26 septembre 1971, à Bethlehem, en Pennsylvanie ; ses cendres sont enterrées à Caldwell. Il lègue la totalité de son patrimoine à l'université Lehigh, fournissant par ce biais le financement originel pour un institut à son nom, The Lawrence Henry Gipson Institute.

## Publications
- The British Empire before the American Revolution (15 volumes, 1936–1970 ; Volumes 1 à 3 : Caxton Printers, Caldwell, Idaho; Volumes 4 à 15: Alfred A. Knopf, New York)
  - I : Great Britain and Ireland (1936)
  - II : The Southern Plantations (1936)
  - III : The Northern Plantations (1936)
  - IV : Zones of International Friction: North America, South of the Great Lakes Region, 1748–1754 (1939)
  - V : Zones of International Friction: The Great Lakes Frontier, Canada, the West Indies, India, 1748–1754 (1942)
  - VI : The Great War for the Empire: The Years of Defeat, 1754–1757 (1946)
  - VII : The Great War for the Empire: The Victorious Years, 1758–1760 (1949)
  - VIII : The Great War for the Empire: The Culmination, 1760–1763 (1954)
  - IX : The Triumphant Empire: New Responsibilities within the Enlarged Empire, 1763–1766 (1956)
  - X : The Triumphant Empire: Thunderclouds Gather in the West, 1763–1766 (1961)
  - XI : The Triumphant Empire: The Rumbling of the Coming Storm, 1766–1770 (1965)
  - XII : The Triumphant Empire: Britain Sails into the Storm, 1770–1776 (1965)
  - XIII : The Triumphant Empire. Part I: The Empire beyond the Storm, 1770–1776; Part II: A Summary of the Series; Part III: Historiography (1967)
  - XIV : A Bibliographical Guide to the History of the British Empire, 1748–1776 (1969)
  - XV : A Guide to Manuscripts Relating to the History of the British Empire, 1748–1776 (1970)
- Jared Ingersoll: A Study of American Loyalism in Relation to British Colonial Government. Yale University Press, New Haven, 1920.
- Lewis Evans. The Historical Society of Pennsylvania, Philadelphia, 1939.
- The Moravian Indian Mission on White River. Indiana Historical Bureau, Indianapolis, 1938.
- “Some Reflections upon the American Revolution” and Other Essays in American Colonial History. Lehigh University Press, Bethlehem PA, 1942.
- « The American Revolution as an Aftermath of the Great War for the Empire, 1754–1763 », and Other Essays in American Colonial History. Second Series of Essays. Lehigh University Press, Bethlehem PA, 1950.
- The British Empire in the Eighteenth Century: Its Strengths and Its Weakness. Oxford University Press, Oxford, 1952.
- The Coming of the Revolution, 1763–1775. Harper & Brothers, New York, 1954.